# August Zeune
Johann August Zeune (født 12. maj 1778 i Lutherstadt Wittenberg, død 14. november 1853 i Berlin) var en tysk geograf og én af initiativtagerne til at fremme blindeundervisning. 

## Historie
I 1810 blev Zeune professor i geologi på det nyåbnede Humboldt-Universität zu Berlin. 